# Unión Industrial Argentina
La Unión Industrial Argentina (UIA) es una organización que agrupa a las empresas, empresarios y cámaras patronales sectoriales vinculadas a las actividades de la industria en Argentina. Fue fundada el 7 de febrero de 1887.

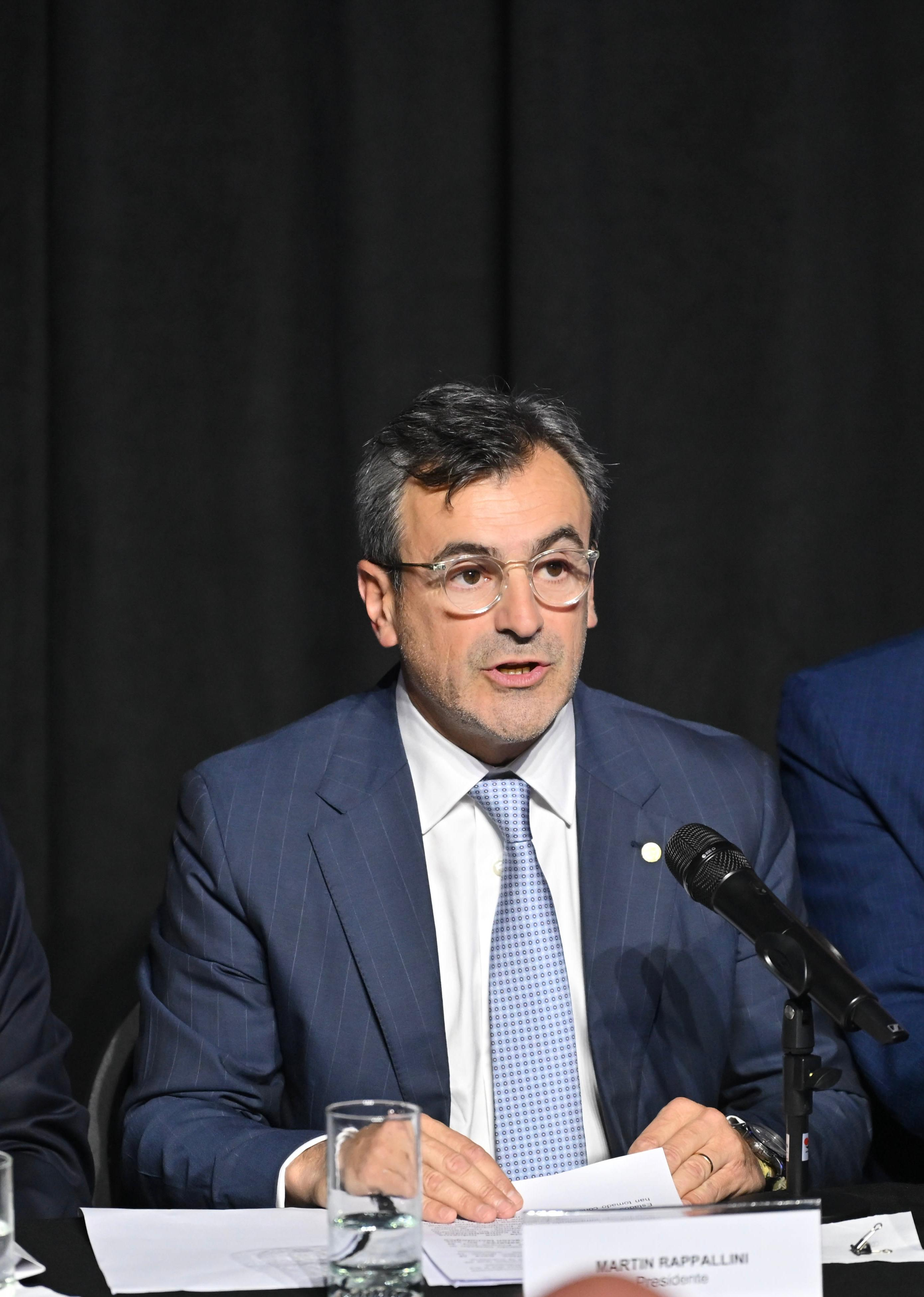
Asunción Presidente de la Unión Industrial Argentina, Martín Rappallini

Su primer presidente fue el senador nacional Antonino Cambaceres. Entre sus precursores se encontraban: Agustín Silveyra, Juan Videla, Joselin Huergo, Francisco Franchini, Cayetano Hachá, Fernando Martí, Casimiro Gómez y Aquiles Maveroff.
La Unión Industrial Argentina forma parte del Grupo de los Seis, compuesto por la CAMARCO, la BCBA, la SRA, la CAC y la Asociación de Bancos Argentinos (actual ADEBA.)

### Autoridades e institucionalidad
Martín Rappallini asumió como presidente de la UIA el 29 de abril de 2025, tras la renovación consensuada de autoridades para el período 2025–2027. En su discurso de asunción, presentó los ejes estratégicos de su gestión, centrados en promover el desarrollo industrial con una visión federal e inclusiva. Según el comunicado oficial de la institución, las principales líneas de acción son:
- Consolidar las cadenas de valor industriales, integrando regiones y sectores productivos, con foco en pymes y generación de empleo de calidad.
- Impulsar un nuevo contrato productivo, que articule al sector privado, el Estado, la educación, la ciencia y los organismos reguladores, con el objetivo de fortalecer el entramado productivo nacional.
- Promover una agenda de competitividad sistémica, que contemple la estabilidad macroeconómica, la reducción de la presión fiscal sobre la producción, el desarrollo de infraestructura y la modernización del mercado laboral.
La conducción actual también ratificó su compromiso con el diálogo institucional y la representación federal del sector industrial argentino.

### Conferencia Industrial 2025
En continuidad con su tradicional evento anual, la UIA anunció que la 31ª Conferencia Industrial se llevará a cabo el 13 de noviembre de 2025 en el Centro de Convenciones Buenos Aires.
La Conferencia Industrial es el principal foro de debate industrial del país. Reúne a empresarios, representantes gubernamentales, sindicatos, académicos y organismos internacionales, para discutir los desafíos y oportunidades del desarrollo productivo nacional.
Durante la edición 2024, la UIA presentó propuestas vinculadas a la sostenibilidad, la industria 4.0, la transformación digital y la capacitación de talento. También se destacó la necesidad de promover consensos amplios para el crecimiento sostenido del sector.

## Historia

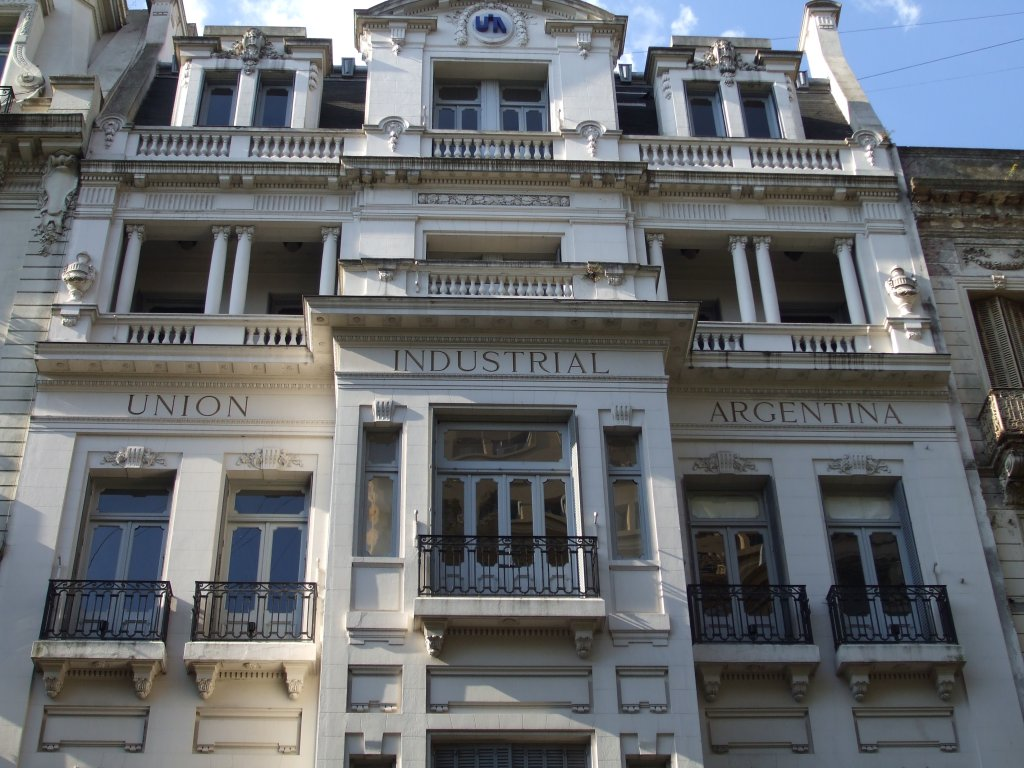
Edificio de la UIA desde 2001, en la tradicional Avenida de Mayo.

### Antecedentes
Si bien el 2 de septiembre se conmemora el Día de la Industria, debido a que en esa fecha en 1587 se realizó la primera exportación de manufacturas con destino a Brasil, el primer antecedente histórico de la Unión Industrial Argentina (UIA) tiene una fecha precisa: 29 de agosto de 1875. Ese día, en la calle Potosí 99 de Buenos Aires, un grupo de personas vinculadas al sector manufacturero decide constituir el Club Industrial Argentino, con el propósito de “dejar establecida una sociedad a cuyo amparo puedan actuar los industriales para conseguir, con un trabajo constante, la adopción de varias reformas económicas”.
Desde su publicación “El Industrial”, el Club apoya decididamente una política de protección a la industria nacional, al tiempo que en el diario La Nación encuentran su tribuna propagandística los partidarios del librecambio.
En 1875 el ministro de economía de aquel momento presentó un proyecto de apertura de la Aduana. En el debate que se produjo alrededor del tema en el Parlamento, un grupo de legisladores encabezados por Vicente Fidel López, acompañado por Carlos Pellegrini, Miguel Cané y José Hernández entre otros, lograr frenar esta iniciativa a favor de la naciente industria nacional.
Esta acción parlamentaria, fue lo que se llamó a posteriori el debate de “la Ley de Aduana de 1876”. En dicho año, los industriales logran una reforma aduanera que ampara a los fabricantes de alcohol, licores, cerveza, ropa, conservas, quesos, jamones, manteca, impresos y sombreros.
Ese año, en uno de sus primeros actos públicos, el Club Industrial organiza una Exposición en el Colegio Nacional Buenos Aires, que los diarios de la época reflejan como un éxito por la cantidad de visitantes.
Con el correr de los meses, comienzan a notarse diferencias en las tendencias políticas de quienes forman parte del Club. Y se produce la fractura de la institución a raíz de un duro artículo contra el presidente Nicolás Avellaneda, que aparece en “El Industrial”. Es así como el 8 de diciembre de 1878 se constituye el Centro Industrial Argentino, con empresarios críticos de la conducción del Club, que era presidido por Pablo Coni. Encabezados por Agustín Silveyra, los integrantes del Centro Industrial ponen en marcha el “primer plan conjunto” para “hacer propaganda a favor de la industria” nacional. Ese plan comprende una serie de conferencias a cargo de personalidades prestigiosas del país, como Vicente López, Luis Varela, Nicasio Oroño, Pastor Obligado, José Hernández, Roque Sáenz Peña y Estanislao Zeballos, entre otros. También el Centro decide participar de la Exposición Internacional de París, para “llevar muestras de las mejores industrias nacionales”.
La institución, además, gestiona en febrero de 1882 la formación de una Caja de Fomento Industrial, con una suma inicial de un millón de pesos fuertes. Pero como el gobierno de la provincia de Buenos Aires argumenta tener sus arcas “exhaustas” para lograr ese objetivo, los empresarios deciden crear el Banco Industrial. Por ese motivo, viajan a Francia para tentar a inversores de ese país.
La inestabilidad política de la Argentina de ese momento malogra la operación, por lo que el Centro Industrial inicia negociaciones para que el Banco Nacional y el Banco de la Provincia de Buenos Aires otorguen créditos a los industriales. La propuesta es aceptada y constituye el primer antecedente de préstamo de un banco nacional para la industria argentina. [cita requerida]
Por su parte, el Club Industrial no se queda atrás: gestiona ante el gobierno del Presidente Julio Roca la organización de una exposición continental, que finalmente se concreta en un predio ubicado en lo que hoy es Plaza Miserere. Esa muestra, que convocó a más de tres mil industriales nacionales y de otros países de América Latina y Europa, se inauguró el 15 de marzo de 1882. La exposición duró más de cuatro meses y fue visitada por alrededor de medio millón de personas, un acontecimiento político y social único para la época.
Como consecuencia del éxito logrado por los organizadores, Domingo Sarmiento solicita al Club Industrial la organización del Primer Congreso Económico Nacional, que sesiona entre agosto y noviembre de 1882. También ese año, el Club inaugura el Museo Industrial, una exposición permanente de los artículos producidos en el país.

### Primeros años
Ya en 1887, representantes de las dos entidades que nuclean a los industriales argentinos deciden unirse. Y el 7 de febrero de ese año, en el marco de una asamblea que convocó a casi 900 personas, se funda la Unión Industrial Argentina, cuyo primer presidente fue el senador Antonino Cambaceres. Una de las primeras medidas de la flamante UIA fue realizar un censo de los principales establecimientos industriales: se relevan 400 emprendimientos, que dan trabajo a 11 000 obreros.
En 1898, un grupo de comerciantes, que conforman el Centro del Comercio, decide asumir por su cuenta la representación de los industriales y realiza una Exposición Industrial. A su vez, entrevista al presidente Julio A. Roca, a quien formula un pedido de apertura de la Aduana para las manufacturas de origen extranjero.
La UIA expresa su disconformidad con las medidas propuestas, por lo que la central fabril decide realizar un gran acto, convocando a todos los industriales del país. El evento se concreta el 26 de julio de 1899. Los diarios de la época se ocupan del “meeting” industrial y mencionan que convocó a “70 000 personas”.
La delegación de la U.I.A. presidida por el Ing. Francisco Seguí expuso ante el primer magistrado, general Roca, sus discrepancias con esa postura del sector comercial; la respuesta del Presidente no conformó las expectativas de los manifestantes. Prosigue la manifestación hasta la Plaza Lorea, donde funcionaba en ese entonces la Cámara de Diputados.
Una delegación de industriales es recibida por el vicepresidente de la Cámara de Diputados, Enrique Vedia y Mitre a quien se hizo entrega de las demandas de los industriales. En respuesta a la solicitud expresó: ”vuestro lema es la unión y el ver unidos en este meeting al patrón y al obrero, no dudo de vuestra fuerza, que es también símbolo de nuestro escudo".
La delegación que hizo entrega del petitorio presidida por el ingeniero Francisco Seguí estaba acompañado por los empresarios Agustín Silveyra, Juan Videla, Joselin Huergo, Francisco Franchini, Cayetano Hachá, Fernando Martí, Casimiro Gómez y Aquiles Maveroff, todos ellos pioneros de la aventura industrialista de esa época. El éxito de esta convocatoria llevó a la UIA a realizar el Primer Congreso Industrial, que se inaugura el 15 de mayo de 1900, bajo la titularidad de Francisco Seguí.
La institución gestiona en febrero de 1882 la formación de una Caja de Fomento Industrial, con una suma inicial de un millón de pesos fuertes. Por su parte, el Club Industrial no se queda atrás: gestiona ante el gobierno del Presidente Julio Roca la organización de una exposición continental, que finalmente se concreta en un predio ubicado en lo que hoy es Plaza Miserere. Esa muestra, que convocó a más de tres mil industriales nacionales y de otros países de América Latina y Europa, se inauguró el 15 de marzo de 1882. La exposición duró más de cuatro meses y fue visitada por alrededor de medio millón de personas, un acontecimiento político y social único para la época.
Entre 1911 y 1930 se desempeñó como vicepresidente de la UIA el empresario italiano Vittorio Valdani, propietario de la Compañía General de Fósforos Sudamericana y de la Compañía General Fabril Financiera. En ese período Valdani organizó y dirigió a los fascistas italianos en Argentina, creando en 1930 el principal órgano de prensa de fascismo en Sudamérica, el periódico Il Mattino d’Italia.
El 27 de setiembre de 1913, la UIA inaugura su primera sede propia, que estaba ubicada en la calle Cangallo 2461, hoy Presidente Perón. En 1922, se adquiere el edificio que actualmente ocupa la central fabril, en Avenida de Mayo 1147.
Con posterioridad a la crisis del 30 y la llegada de la profunda crisis institucional, en la cual la Argentina inició la interrupción de la democracia, la Unión Industrial Argentina continuó su acción.
Días más tarde de la firma del pacto Roca-Runciman, el 12 de junio de 1933, la UIA realiza en el Luna Park una extraordinaria concentración de empresarios y trabajadores, oponiéndose al pacto. Los oradores del acto fueron el reconocido presidente de la UIA de ese momento, Luis Colombo, el economista Alejandro Bunge,  Jacinto Cueto y el dirigente obrero Eduardo Simón. Esta movilización logró modificaciones al pacto, las que amortiguaron el perjuicio a la industria nacional.

### Segunda mitad del XX

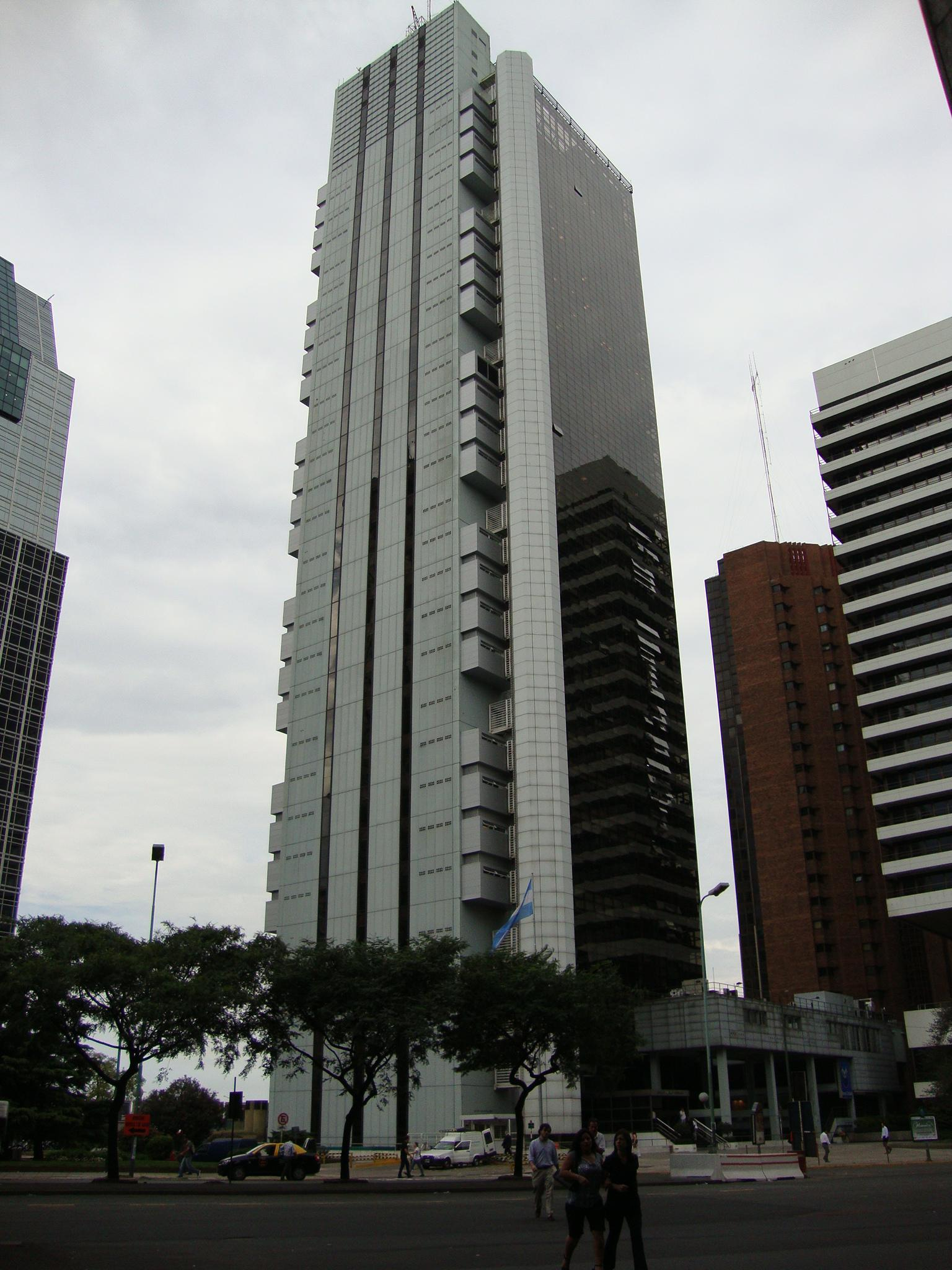
Edificio Carlos Pellegrini, de 120 metros, construido para la UIA entre 1969 y 1974.

En 1959, la UIA impulsó la primera agrupación intersectorial, denominada Acción Coordinadora de Instituciones Empresarias Libres (ACIEL), que también incluyó a la Cámara Argentina de Comercio, la Bolsa de Comercio de Buenos Aires y la Sociedad Rural Argentina.
Durante las décadas del ’60 y ’70, la UIA tuvo una destacada actuación en diversas organizaciones internacionales de aquel momento, como la Cámara Internacional de Comercio, el Comité Mundial de la Energía, el Consejo Interamericano del Comercio y la Producción, la Organización Internacional de Empleadores y la Asociación de Industriales Latinoamericanos.
A principios de 1973, la crisis política que comenzaba a evidenciarse en el país derivó en que la UIA empezara a contactarse con la Confederación General de la Industria, rama fabril de la Confederación General Económica (CGE), para plantear una fusión a la que se llegó, después de arduas negociaciones, justo la noche anterior de las elecciones presidenciales del 11 de marzo de ese año. A raíz de ese acuerdo se convino que desaparecerían las antiguas denominaciones de las dos entidades industriales y que al conjunto se le daría el nombre de Confederación de la Industria Argentina (CINA). La CINA nunca pudo salir de su estado de sociedad en formación y más tarde, en 1974, se inauguró la Torre Carlos Pellegrini, ubicada en Catalinas Norte, que fue sede de la UIA hasta 2001, año en que la central fabril se trasladó a su remozado edificio de Av. de Mayo.
En los '90, el presidente de la UIA, Jorge Blanco Villegas, les manifestó públicamente a Domingo Cavallo y al presidente Menem su respaldo a "la continuidad del plan económico". en la actualidad su presidente es De Mendiguren.
| Cargo                                        | Nombre                  |
| -------------------------------------------- | ----------------------- |
| Presidente                                   | Martín Rappallini       |
| Vicepresidente de Desarrollo Industrial      | David Uriburu           |
| Vicepresidente Sectorial                     | Rodrigo Pérez Graziano  |
| Vicepresidente Regional                      | Modesto Magadán         |
| Vicepresidente Sectorial                     | Martín Cabrales         |
| Vicepresidente Regional                      | Guillermo Moretti       |
| Vicepresidente de Relaciones Internacionales | Luis Tendlarz           |
| Vicepresidente Sectorial                     | Isaias Mauricio Drajer  |
| Vicepresidente Regional                      | Daniel Urcía            |
| Vicepresidente PyMI                          | Elio Del Re             |
| Secretario                                   | Eduardo Nougués         |
| Tesorero                                     | Silvio Zúrzolo          |
| Prosecretario 1º                             | Gonzalo Fagioli         |
| Prosecretario 2º                             | Marcelo Domínguez Molet |
| Protesorero 1º                               | Mauricio Badaloni       |
| Protesorero 2º                               | Diego Leal              |